# Conseil-exécutif du canton de Berne
Pour les articles homonymes, voir Exécutif et Conseil exécutif.
Le Conseil-exécutif (en allemand : Regierungsrat) est le gouvernement du canton de Berne, en Suisse.

## Description
Le Conseil-exécutif est une autorité collégiale, composée de sept membres. Avant 1990, il comptait neuf membres. Il se réunit en règle générale tous les mercredis à l'Hôtel du gouvernement, à Berne.  
Il est dirigé par le président du gouvernement, suppléé par un vice-président. 
Les membres du gouvernement bernois ne peuvent siéger au Conseil national ou au Conseil des États parallèlement à leur mandat cantonal. 
Chacun de ses membres est à la tête d'une direction. Depuis 2019, les directions portent les noms suivants : 
- Direction de l'économie, de l'énergie et de l'environnement (DEEE)
- Direction de la santé, des affaires sociales et de l'intégration (DSSI)
- Direction de l'intérieur et de la justice (DIJ)
- Direction de la sécurité (DSE)
- Direction des finances (FIN)
- Direction de l'instruction publique et de la culture (INC)
- Direction des travaux publics et des transports (DTT).

## Élection
Les membres du Conseil-exécutif sont élus tous les quatre ans au scrutin majoritaire à deux tours, en même temps que le Grand Conseil.
Le président du gouvernement et le vice-président sont élus chaque année par le Grand Conseil,. Leur mandat s'étend du 1er juin au 31 mai.
Le canton de Berne étant bilingue, français et allemand, la constitution cantonale bernoise garantit un siège à un francophone au Conseil-exécutif. Le siège francophone est attribué selon un calcul spécifique appelé « moyenne géométrique », qui donne plus de poids aux suffrages exprimés dans le Jura bernois. Cette moyenne géométrique est la racine carrée du produit des suffrages exprimés dans le Jura bernois et des suffrages exprimés dans l’ensemble du canton. Ainsi, un candidat qui arrive premier dans le Jura bernois peut être élu même s'il arrive derrière le septième candidat ayant obtenu le plus de voix sur l'ensemble de canton et même si celui-ci atteint la majorité absolue, constituée de la moitié des bulletins valables plus un[réf. nécessaire].

## Composition actuelle
Le Conseil-exécutif issu des élections du 27 mars 2022 est entré en fonction le 1er juin suivant.
- Christine Häsler (Les Verts), directrice de l'instruction publique et de la culture.
- Philippe Müller (PLR), président, directeur de la sécurité.
- Evi Allemann (PS), vice-présidente, directrice de l'intérieur et de la justice.
- Christoph Ammann (PS), directeur de l'économie, de l'énergie et de l'environnement.
- Astrid Bärtschi (Le Centre), directrice des finances.
- Christoph Neuhaus (UDC), directeur des travaux publics et des transports.
- Pierre Alain Schnegg (UDC), directeur de la santé, des affaires sociales et de l'intégration.

## Anciennes compositions

### 2018-2022
Élections du 25 mars 2018, prise de fonctions le 1er juin 2018.
- Evi Allemann (PS), directrice de l'intérieur et de la justice
- Christoph Ammann (PS), directeur de l'économie, de l'énergie et de l'environnement. Président en 2019-2020
- Christine Häsler (Les Verts), directrice de l'instruction publique et de la culture
- Philippe Müller (PLR), directeur de la sécurité
- Christoph Neuhaus (UDC), directeur des travaux publics et des transports. Président en 2018-2019
- Pierre Alain Schnegg (UDC), directeur de la santé, des affaires sociales et de l'intégration. Président en 2020-2021
- Beatrice Simon (Le Centre), directrice des finances. Présidente en 2021-2022

### 2014-2018
Élections du 30 mars 2014, prise de fonctions le 1er juin 2014. Élections complémentaires du 28 février 2016. 
- Barbara Egger-Jenzer (PS), directrice des travaux publics, des transports et de l'énergie. Présidente en 2014-2015
- Hans-Jürg Käser (PLR), directeur de la police et des affaires militaires. Président en 2015-2016
- Christoph Neuhaus (UDC), directeur de la justice, des affaires communales et des affaires ecclésiastiques
- Philippe Perrenoud (PS), directeur de la santé publique et de la prévoyance sociale. Remplacé le 1er juillet 2016 par Pierre Alain Schnegg (UDC)
- Bernhard Pulver (Les Verts), directeur de l'instruction publique. Président en 2017-2018
- Andreas Rickenbacher (PS), directeur de l'économie publique. Remplacé le 1er juillet 2016 par Christoph Ammann (PS)
- Beatrice Simon (PBD), directrice des finances. Présidente en 2016-2017

### 2010-2014
Élections du 29 mars 2010, prise de fonctions le 1er juin 2010.
- Barbara Egger-Jenzer (PS), directrice des travaux publics, des transports et de l'énergie
- Hans-Jürg Käser (PLR), directeur de la police et des affaires militaires
- Christoph Neuhaus (UDC), directeur de la justice, des affaires communales et des affaires ecclésiastiques. Président en 2013-2014
- Philippe Perrenoud (PS), directeur de la santé publique et de la prévoyance sociale. Président en 2010-2011
- Bernhard Pulver (Les Verts), directeur de l'instruction publique. Président en 2011-2012
- Andreas Rickenbacher (PS), directeur de l'économie publique. Président en 2012-2013
- Beatrice Simon (PBD), directrice des finances

### Bases légales
- Constitution du canton de Berne (Cst./BE) du 6 juin 1993 (état le 11 mars 2015), RS 131.212.
- Loi sur les droits politiques (LDP/BE) du 5 juin 2012 (état le 1er janvier 2020), RSB 141.1
- Loi sur l'organisation du Conseil-exécutif et de l'administration (LOCA/BE) du 20 juin 1995 (état le 1er janvier 2021), RSB 152.01
- Ordonnance sur l'organisation du Conseil-exécutif (OO CE/BE) du 18 octobre 1995 (état le 1er janvier 2020, RSB 152.11
- Décret sur les tâches des Directions et de la Chancellerie d’État et sur la désignation des Directions (DTDD/BE) du 9 novembre 2019 (état le 1er janvier 2020), RSB 152.010